# Francaltroff
Francaltroff é uma comuna francesa na região administrativa de Grande Leste, no departamento de Mosela. Estende-se por uma área de 12,46 km². Em 2010 a comuna tinha 790 habitantes (densidade: 63,4 hab./km²).